# Darkha
Darkha (nep. दर्ख) – gaun wikas samiti w środkowej części Nepalu w strefie Bagmati w dystrykcie Dhading. Według nepalskiego spisu powszechnego z 2001 roku liczył on 1062 gospodarstw domowych i 5607 mieszkańców (2940 kobiet i 2667 mężczyzn).